# Gammaeule
Die Gammaeule (Autographa gamma), auch Pistoleneule genannt, ist ein Schmetterling (Nachtfalter) aus der Familie der Eulenfalter (Noctuidae).

## Merkmale
Bei der Gammaeule handelt es sich um einen mittelgroßen Falter mit einer Flügelspannweite von 35 bis 40 Millimeter. Er ist grau bis braun gefärbt und besitzt wie viele Arten der Unterfamilie Plusiinae eine charakteristische Zeichnung auf den Vorderflügeln, die dem Gamma aus dem griechischen Alphabet ähnelt und von dem sich auch der Name ableitet. Während Macdunnoughia confusa (Schafgarben-Silbereule) leicht und eindeutig von Autographa gamma zu unterscheiden ist, kann eine sichere Abgrenzung gegenüber Autographa pulchrina, Autographa buraetica, Autographa mandarina, Autographa jota, Autographa macrogamma sowie Trichoplusia ni, Ctenoplusia limbirena und Cornutiplusia circumflexa nur von erfahrenen Spezialisten durchgeführt werden. Im deutschsprachigen Raum Mitteleuropas gehören die Falter, die man in Städten, in Gärten und an Balkonblumen beobachtet, jedoch überwiegend zu Autographa gamma.
Die Raupen erreichen eine Länge von bis zu 25 Millimetern und sind variabel gefärbt. Das Spektrum reicht dabei von gelblich grün über bläulich grün bis zu einem dunklen grünlichen Grau. Die Raupen besitzen nur drei Bauchbeinpaare. Der Rücken ist mit einem Muster aus feinen weißen Linien und Ringen versehen. Das Stigmatalband ist weiß oder gelblich. Der Kopf ist grün und mit charakteristischen schwarzen Seitenstreifen versehen, die jedoch manchmal fehlen können.
Die Puppe ist schwarzbraun, die Rüsselscheide kolbig verlängert. Am knopfförmigen Kremaster befinden sich einige Borsten.

### Ähnliche Arten
- Ziest-Silbereule Autographa pulchrina (Haworth, 1809)
- Burjatische Silbereule Autographa buraetica (Staudinger, 1892)
- Mandarin-Silbereule Autographa mandarina (Freyer, 1846)
- Jota-Silbereule Autographa jota (Linnaeus, 1758)
- Macrogamma-Silbereule Autographa macrogamma (Eversmann, 1842)
- Aschgraue Höckereule Trichoplusia ni (Hübner, 1803)
- Limbirena-Silbereule Ctenoplusia limbirena (Guenée, 1852)
- Cornutiplusia circumflexa (Linnaeus, 1767)

## Flugzeit
Die Gammaeule bildet pro Jahr zwei bis mehrere Generationen aus, die sich gewöhnlich überschneiden und selten sicher getrennt werden können. Falter können je nach Witterung von Ende Februar bis Anfang Dezember auftreten; in Mitteleuropa liegt die Hauptflugzeit zwischen Mai und Oktober.

## Geographische Verbreitung und Lebensraum
Bei der Gammaeule handelt es sich um einen klassischen Wanderfalter, der in Deutschland weit verbreitet ist. Durch die Tag- und Nachtaktivität zählt er zu den bekanntesten Nachtfalterarten überhaupt. Die stark variierenden Populationsstärken in Deutschland sind weitgehend von der Quantität des Zuflugs aus dem Süden abhängig. Die Bodenständigkeit der Art in Baden-Württemberg ist nach Ebert noch nicht eindeutig geklärt. Offen ist auch, in welchem Umfang die hier überwinternden Raupen zur Gesamtpopulation beitragen.
Die Gesamtverbreitung erstreckt sich über Nordafrika und Eurasien (mit Ausnahme des tropischen Bereichs), wobei die Art als Zuwanderer auch die subarktischen Teile Asiens, Skandinavien, Island und Grönland erreicht.
Der Falter ist nicht auf besondere Lebensräume spezialisiert und kann überall vorkommen. Lediglich geschlossene Waldgebiete werden gemieden bzw. überflogen.

## Lebensweise
Die Weibchen bevorzugen bei der Eiablage lückigen Bewuchs mit umgebenden offenen Bodenflächen. Daraus ergibt sich u. a. eine Vorliebe für in Garten und Feld angebaute Pflanzen. Die Eier werden von Mai bis August einzeln oder in kleinen Gruppen abgelegt.
Die Raupen schlüpfen nach etwa zwei Wochen und ernähren sich polyphag. Zu den Raupenfutterpflanzen gehören eine Vielzahl von Pflanzen ohne besondere Präferenz wie beispielsweise Brennnessel (Urtica spec.), Löwenzahn (Taraxacum spec.), Salat (Lactuca sativa) usw. Insgesamt sind allein für Baden-Württemberg 40 Arten aus 20 Familien bekannt, wobei diese Liste besonders viele Kulturpflanzen umfasst.
Die jungen Raupen leben versteckt an den Nahrungspflanzen und ruhen an der Blattunterseite. Später sind sie vorwiegend nachtaktiv und verbergen sich tagsüber am Boden oder an bodennahen Pflanzenteilen. Zur Verpuppung legen die Raupen ein leichtes, relativ durchsichtiges Gespinst zwischen Pflanzenteilen an. Oftmals werden auch die Blattränder ausgehend von der Mittelrippe her etwas zusammengezogen und darin ein Gespinst angelegt. Der Kokon wird dabei nicht unbedingt an einer Nahrungspflanze angelegt, sondern die Raupen legen bei der Suche nach einer geeigneten Verpuppungsstelle durchaus einige Meter zurück.
Auch der Falter ist hinsichtlich seiner Nahrung ein Generalist. Die Liste der Nektarpflanzen reicht von Einkeimblättrigen Pflanzen wie beispielsweise Colchicum autumnale, Iris-germanica-Hybriden über Bäume, z. B. die Winter-Linde (Tilia cordata), und eine Vielzahl von Sträuchern bis zu krautigen Pflanzen der Rosopsida. Die Tiere fliegen bei der Nektarsuche in raschem Schwirrflug von Blüte zu Blüte. Sie setzen sich dabei oft nicht ruhig hin, sondern stehen mit schwirrenden Flügeln vor der Blüte. Dabei halten sie sich mit den Vorderbeinen an der Blüte fest. Die Gammaeule fliegt sowohl am Tag als auch in der Nacht.
Zu den Fressfeinden zählen Stare und Krähen, die stark befallene Gebiete systematisch von der Eulenraupe und den Puppen säubern. Fledermäuse, wie das Graue Langohr, erbeuten die Falter der Gammaeule ebenfalls.
Gelegentlich kommt es zu Massenvermehrungen, zuletzt in Südwestdeutschland 1991, 1987, 1982 und 1975. Auf Kulturpflanzen wird dabei ein erheblicher Schaden angerichtet.
Gammaeulen orientieren sich beim nächtlichen Flug am Mondlicht. Wie viele andere Nachtfalter werden sie von künstlichen Lichtquellen angelockt, so auch von Flutlichtanlagen in Sportstadien. Neben Nektar nehmen sie auch menschlichen Schweiß auf, was beim Endspiel der Fußball-Europameisterschaft 2016 dazu führte, dass es im Stade de France von Gammaeulen wimmelte und sich eine von ihnen vor laufenden Kameras im verschwitzten Gesicht des verletzten portugiesischen Stürmers Cristiano Ronaldo niederließ.

## Bilder

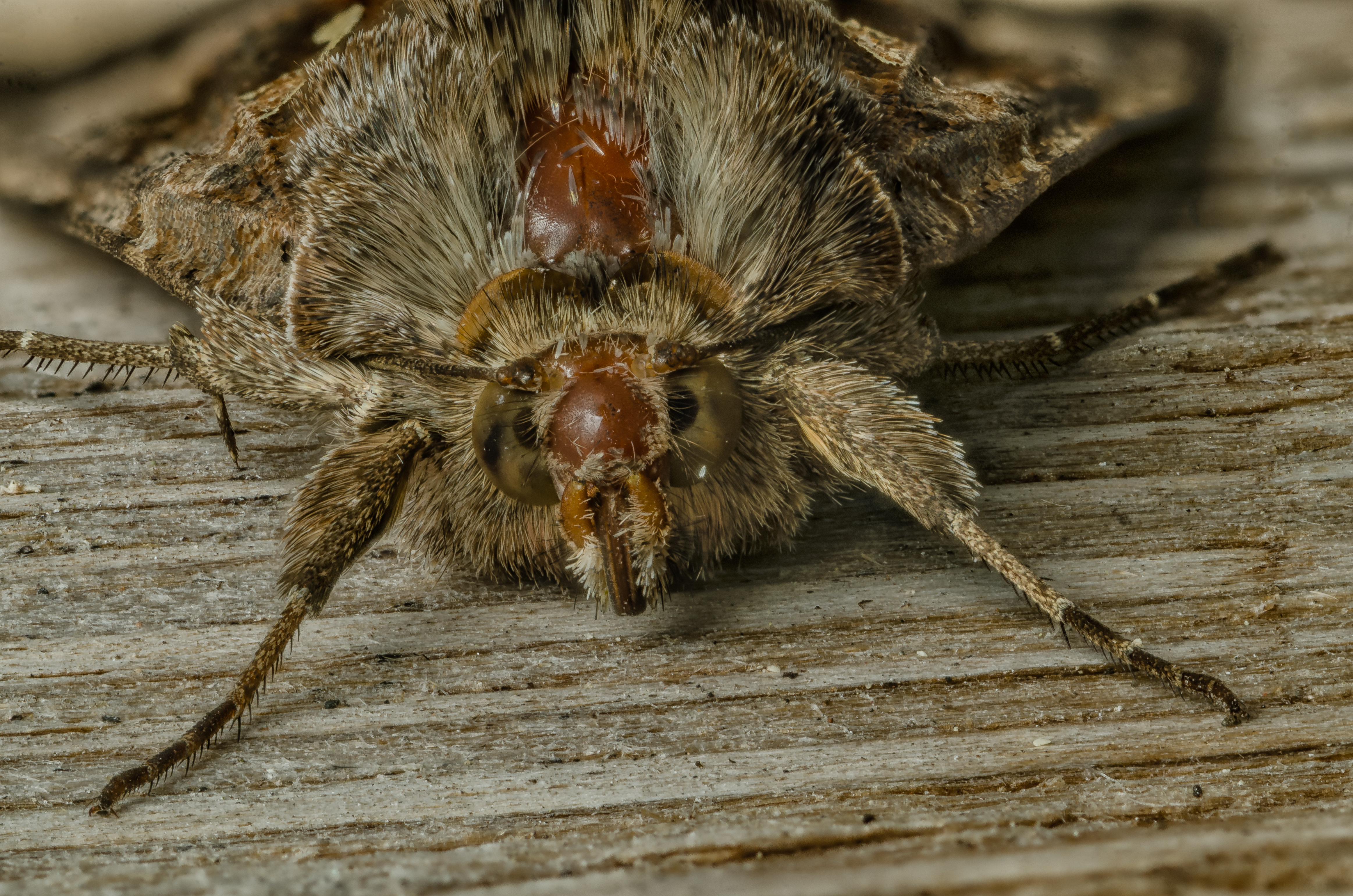
Nahaufnahme von vorn
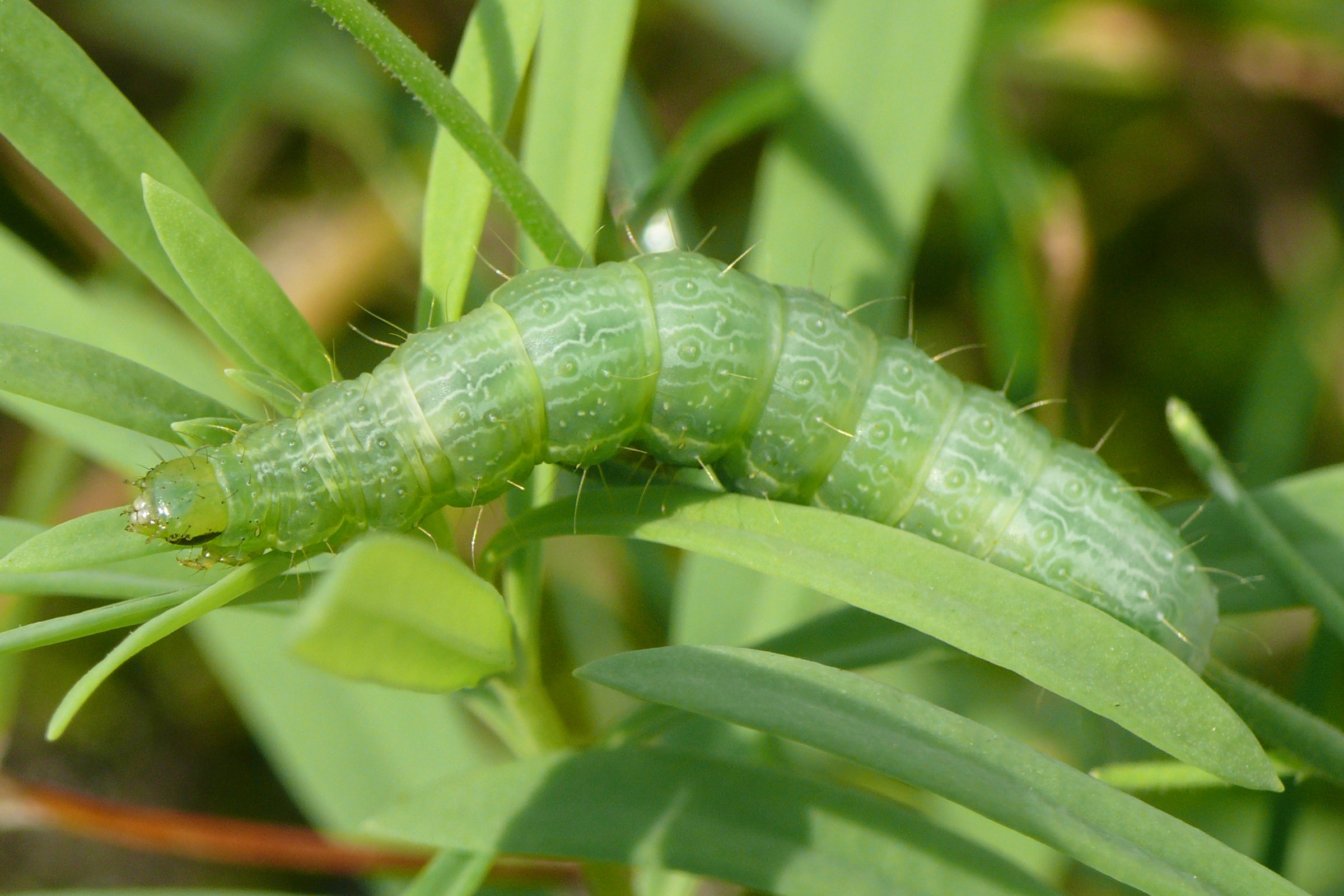
Raupe
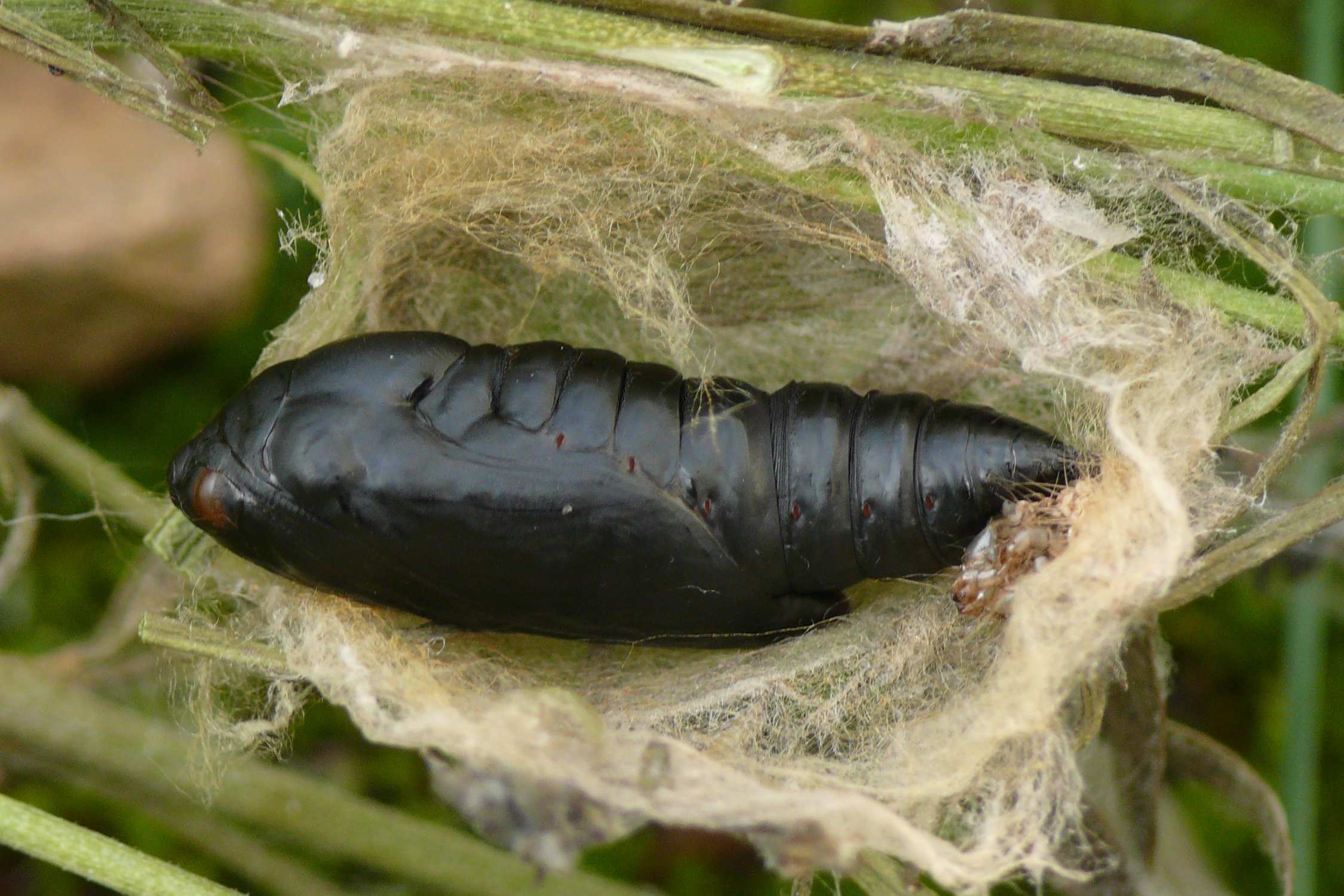
Puppe
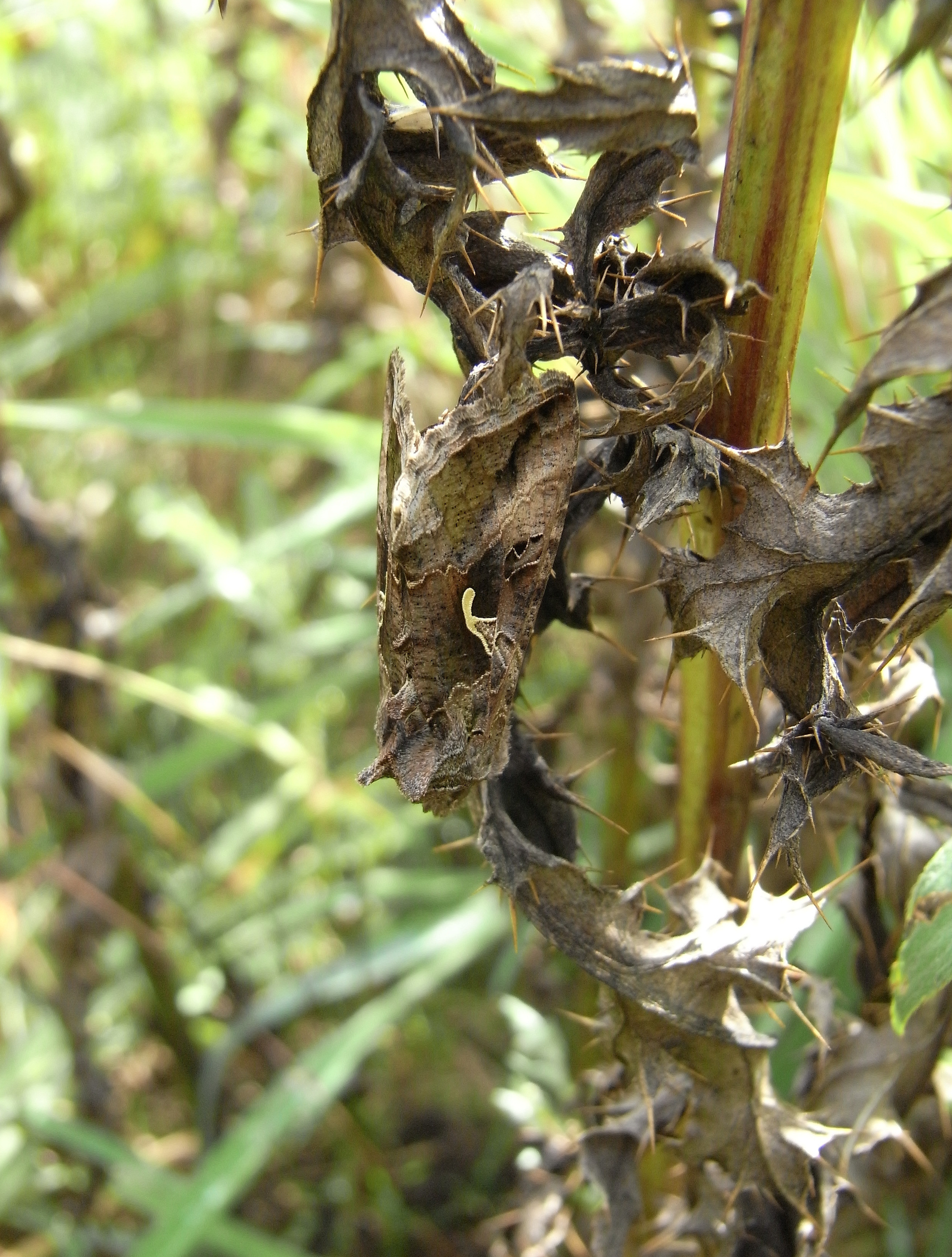
Gammaeulen sind in passender Umgebung sehr gut getarnt
- Gammaeule bei der Nektaraufnahme